# Рух Вікімедіа
Рух Вікімедіа, або просто вікімедіа — глобальна спільнота дописувачів проектів Фонду Вікімедіа. Рух виник зі спільноти вікіпедистів і поширився на інші проєкти Вікімедіа, і включає спільні проекти Вікісховище, Вікідані та волонтерів розробників програмного забезпечення MediaWiki. Цих волонтерів підтримують численні організації з усього світу, включаючи Фонд Вікімедіа, регіональні та зацікавлені організації, групи користувачів.
Назва Вікімедіа є складною лексемою слів вікі та медіа, і була вигадана американським дописувачем Шелдоном Рамптоном у березні 2003 року, через 3 місяці після запуску Вікісловника і за три місяці до того, як Фонд Вікімедіа був створений.